# 方解石

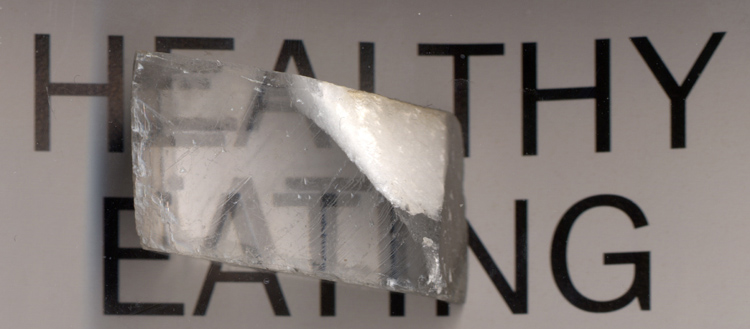
複屈折を示す方解石

方解石（ほうかいせき、calcite、カルサイト）は、鉱物（炭酸塩鉱物）の一種。組成は炭酸カルシウム (CaCO3)。
比重2.7。モース硬度3。六方晶系。

## 概要
石灰岩の主成分鉱物で、鉱石として扱われる場合は石灰石、石材として扱われる場合は大理石と呼ばれる。変成岩である結晶質石灰岩では、方解石の細かな結晶が、再結晶して大きくなる。純粋なものは透明か白だが、不純物を含んで色のついているものもあり、鉄分を含むとオレンジになる。美しいものは大理石として珍重される。特に無色透明な自形結晶のものは氷州石（アイスランドスパー）と呼ばれる。
一般に知られる方解石は、劈開した後のマッチ箱を押しつぶしたような平行六面体の結晶体で、複屈折（透明な方解石を通して向こう側を見ると二重に見える光学的特徴）をおこす鉱物として知られており、純粋なものは光学用に用いられる。欧州では、羅針盤が存在しない時代、この複屈折を利用して、はっきりした影ができないような曇天、雨天時でも太陽の位置（方位角）を調べることができるコンパスとして用いられていたとする説がある。
日本で鉱業的に採掘しているものは大理石としての産状のものに限られ、かつては各地の熱水鉱床やスカルンなどの鉱山で産出された。今日でも二子山など、無色透明の美晶を産する場所もある。
多形として霰石があり、成分は方解石と同じ炭酸カルシウムである（同質異像の関係）。

## 方解石グループ
- 方解石 (calcite) : CaCO3
- 菱苦土石 (magnesite) : MgCO3
- 菱鉄鉱 (siderite) : FeCO3
- 菱マンガン鉱 (rhodochrosite) : MnCO3
- 菱亜鉛鉱 (smithsonite) : ZnCO3
- 菱コバルト鉱 (sphaerocobaltite) : CoCO3
- 菱ニッケル鉱 (gaspeite) : NiCO3
- 菱カドミウム鉱 (otavite) : CdCO3

## 備考
- 漢方でいう「長石」や「方解石」は硬石膏を指しており、一般的にいう長石や方解石とは異なる[2]。